# Kaladij
Kaladij (lat. Caladium), biljni rod iz porodice kozlačevki. Poznaje se 20 vrsta u Južnoj i Srednjoj Americi. neke vrste uvezene su u druge tropske zemlje u Aziji i Africi. Poznatija vrsta je Caladium bicolor, koja se često uzgaja kao sobna biljka, ali tamo gdje je autohtona koristi se za proizvodnju škroba.

## Vrste
1. Caladium amazonicum E. G. Gonç.
2. Caladium andreanum Bogner
3. Caladium bicolor (Aiton) Vent.
4. Caladium clavatum Hett., Bogner & J. Boos
5. Caladium coerulescens G. S. Bunting
6. Caladium cortesiae Croat & E. G. Gonç.
7. Caladium humboldtii (Raf.) Schott
8. Caladium intermedium E. G. Gonç.
9. Caladium lindenii (André) Madison
10. Caladium macrotites Schott
11. Caladium palaciosii Croat & L. P. Hannon
12. Caladium picturatum K. Koch & C. D. Bouché
13. Caladium praetermissum Bogner & Hett.
14. Caladium schomburgkii Schott
15. Caladium smaragdinum K. Koch & C. D. Bouché
16. Caladium steudnerifolium Engl.
17. Caladium stevensonii Croat & Delannay
18. Caladium steyermarkii G. S. Bunting
19. Caladium ternatum Madison
20. Caladium tuberosum (S. Moore) Bogner & Mayo

## Vanjske poveznice
|  | Zajednički poslužitelj ima još gradiva o temi Caladium |
|  | Wikivrste imaju podatke o taksonu Caladium             |